# Barry Jenkins (regista)
Barry Jenkins (Miami, 19 novembre 1979) è un regista, sceneggiatore e produttore cinematografico statunitense.
Attivo nell'industria cinematografica dalla fine degli anni 2000, ha ottenuto il plauso per aver scritto e diretto il film Moonlight, vincitore dell'Oscar e Writers Guild of America Award come migliore sceneggiatura non originale. Nel 2018 dirige il film Se la strada potesse parlare, candidato agli Oscar e vincitore del Critics' Choice Award per la miglior sceneggiatura non originale. Nel 2021 dirige la miniserie televisiva La ferrovia sotterranea, ricevendo due nomine agli Emmy Awards.
Nel 2017 la rivista Time inserisce Jenkins nella lista delle 100 persone più influenti al mondo.

## Biografia
Nato e cresciuto nel quartiere Liberty City di Miami, Jenkins ha studiato alla Miami Northwestern Senior High School e successivamente all'Università statale della Florida a Tallahassee.
Jenkins ha debuttato come regista con il cortometraggio My Josephine nel 2003. Il suo primo film è stato Medicine for Melancholy, un lungometraggio indipendente in stile mumblecore, uscito nel 2008, che vede come protagonisti Wyatt Cenac e Tracey Heggins. Il progetto cinematografico fa ottenere a Jekins due nomine ai Independent Spirit Awards e una come miglior regista di esordiente ai Gotham Awards.
Dopo il successo del film, scrive diverse sceneggiature per la casa cinematografica Focus Features, raccolte in un'epopea denominata Stevie Wonder e i viaggi nel tempo, ispirandosi del romanzo di James Baldwin If Beale Street Could Talk. Nessuno degli sceneggiati è inizialmente entrato in produzione. In seguito, abbandona l'attività di sceneggiatore e regista, fonda e amministra per alcuni anni in una società di pubblicità, la Strike Anywhere. Nel 2011 ha scritto e diretto Remigration, un cortometraggio fantascientifico che non ottiene successo. Pochi mesi dopo viene selezionato come sceneggiatore per The Leftovers per HBO. Nel 2012, ha ricevuto una borsa di studio alla United States Artists Fellowship conclusasi in tre anni.
Nel 2016 dirige il suo secondo lungometraggio, Moonlight, in cui inserisce elementi autobiografici, romanzata nella storia di un ragazzo afroamericano omosessuale alla ricerca del suo posto nel mondo. Il film, che vede la partecipazione degli attori Trevante Rhodes, André Holland, Janelle Monáe, Naomie Harris e Mahershala Ali, ottiene il plauso della critica venendo considerato tra i miglior film del decennio. Il film ottiene numerose nomine ai Premi Oscar, vincendo come miglior film e migliore sceneggiatura non originale; ottiene inoltre premi ai Golden Globe e BAFTA Film Awards. Jenkins ottiene inoltre il prestigioso Writers Guild of America Award per la miglior sceneggiatura.
Nel 2017, Jenkins dirige il quinto episodio del primo volume della serie originale Netflix Dear White People. Nel 2017 inizia la produzione del film Se la strada potesse parlare, tratto dai cortometraggi scritti da Jenkins dal romanzo di James Baldwin, con la partecipazione di Regina King, KiKi Layne, Stephan James e Teyonah Parris. Il film, uscito nel dicembre 2018, ottiene il plauso della critica, ottenendo numerosi premi e riconoscimenti, tra cui una nomina alla migliore sceneggiatura non originale ai Premi Oscar 2019, vincendo nella medesima categoria ai Critics' Choice Awards.
Nel 2020 esce Charm City Kings, film diretto da Angel Manuel Soto, per cui Jenkins scrive la sceneggiatura. Nel dicembre 2020 il regista ha terminato un adattamento dell'omonimo romanzo di Colson Whitehead, La ferrovia sotterranea, che è stata pubblicata su Prime Video nel 2021. Il progetto cinematografico viene riconosciuto con sette nomine agli Emmy Awards, tra cui miglior regia per una serie limitata e miglior serie televisiva.
Nel 2024 dirige il prequel del film Il re leone, remake live action del film d'animazione omonimo, dal titolo Mufasa - Il re leone (Mufasa: The Lion King), che getta luce sul passato dei fratellastri Mufasa e Scar.

## Filmografia

### Regista

#### Cinema
- Medicine for Melancholy (2008)
- Moonlight (2016)
- Se la strada potesse parlare (If Beale Street Could Talk) (2018)
- Mufasa - Il re leone (Mufasa: The Lion King) (2024)

#### Cortometraggi
- My Josephine (2003)
- Little Brown Boy (2003)
- A Young Couple (2009)
- Tall Enough (2009)
- Chlorophyl (2011)

#### Televisione
- Dear White People – serie TV, episodio 1x05 (2017)
- La ferrovia sotterranea (The Underground Railroad) – miniserie TV, 10 puntate (2021)

### Sceneggiatore

#### Cinema
- Medicine for Melancholy, regia di Barry Jenkins (2008)
- Moonlight, regia di Barry Jenkins (2016)
- Se la strada potesse parlare (If Beale Street Could Talk), regia di Barry Jenkins (2018)
- Charm City Kings, regia di Ángel Manuel Soto (2020) - soggetto

#### Cortometraggi
- My Josephine, regia di Barry Jenkins (2003)
- Little Brown Boy, regia di Barry Jenkins (2003)
- A Young Couple, regia di Barry Jenkins (2009)
- Tall Enough, regia di Barry Jenkins (2009)
- Chlorophyl, regia di Barry Jenkins (2011)

#### Televisione
- La ferrovia sotterranea (The Underground Railroad) – miniserie TV, 4 puntate (2021)

### Produttore

#### Cinema
- Se la strada potesse parlare (If Beale Street Could Talk), regia di Barry Jenkins (2018)
- The Last Black Man in San Francisco, regia di Joe Talbot (2019) - produttore associato
- Mai raramente a volte sempre (Never Rarely Sometimes Always), regia di Eliza Hittman (2020) - produttore esecutivo
- Aftersun, regia di Charlotte Wells (2022)

#### Televisione
- La ferrovia sotterranea (The Underground Railroad) – miniserie TV, 10 puntate (2021) - produttore esecutivo
- True Detective – serie TV (2024)

## Riconoscimenti
- Premio Oscar
  - 2017 – Candidatura per il miglior regista per Moonlight
  - 2017 – Miglior sceneggiatura non originale per Moonlight
  - 2019 – Candidatura per la migliore sceneggiatura non originale per Se la strada potesse parlare
- Premio Emmy
  - 2021 – Candidatura alla migliore serie limitata o antologia per La ferrovia sotterranea
  - 2021 – Candidatura alla migliore regia di una serie limitata o antologia per La ferrovia sotterranea
- Premio BAFTA
  - 2017 - Candidatura alla migliore sceneggiatura originale per Moonlight
  - 2018 - Candidatura alla migliore sceneggiatura non originale per Se la strada potesse parlare
  - 2022 - Miglior serie internazionale per La ferrovia sotterranea
  - 2023 - Candidatura al miglior film britannico per Aftersun
- Golden Globe
  - 2017 – Candidatura per il miglior regista per Moonlight
  - 2017 – Candidatura per la migliore sceneggiatura per Moonlight
  - 2019 – Candidatura per la migliore sceneggiatura per Se la strada potesse parlare
- Critics' Choice Awards
  - 2016 – Candidatura per la miglior sceneggiatura originale per Moonlight
  - 2016 – Candidatura per il miglior regista per Moonlight
  - 2019 – Candidatura per il miglior regista per Se la strada potesse parlare
  - 2019 - Miglior sceneggiatura non originale per Se la strada potesse parlare
- Independent Spirit Awards
  - 2016 – Migliore sceneggiatura per Moonlight
  - 2016 – Miglior regia per Moonlight
  - 2016 – Robert Altman Award (onorificenza)
  - 2019 – Miglior film per Se la strada potesse parlare
  - 2019 – Miglior regia per Se la strada potesse parlare
- Writers Guild of America Award
  - 2017 – Migliore sceneggiatura per Moonlight
  - 2019 – Candidatura per la migliore sceneggiatura non originale per Se la strada potesse parlare